# Amerikaans voetbalkampioenschap 1918/19
In 1918/19 werd het zeventiende seizoen van de National Association Football League gespeeld. Bethlehem Steel FC werd voor de eerste maal kampioen.

## Eindstand
| Plaats | Club                       | Wed. | W | G | V | DV | DT | Ptn |
| ------ | -------------------------- | ---- | - | - | - | -- | -- | --- |
| 1.     | Bethlehem Steel FC         | 10   | 9 | 1 | 0 | 37 | 4  | 19  |
| 2.     | Philadelphia Merchant Ship | 10   | 4 | 3 | 3 | 19 | 14 | 11  |
| 3.     | Paterson FC                | 10   | 5 | 4 | 1 | 19 | 17 | 11  |
| 4.     | Brooklyn Robins Dry Dock   | 10   | 3 | 2 | 5 | 17 | 20 | 8   |
| 5.     | New York Field Club        | 10   | 2 | 5 | 3 | 13 | 21 | 7   |
| 6.     | Bayonne Babcock & Wilcox   | 10   | 1 | 7 | 2 | 14 | 33 | 4   |